# (26074) Carlwirtz
(26074) Carlwirtz es un asteroide perteneciente al grupo de los asteroides que cruzan la órbita de Marte descubierto el 8 de octubre de 1977 por Hans-Emil Schuster desde el Observatorio de La Silla, Chile.

## Designación y nombre
Carlwirtz fue designado al principio como 1977 TD.
Más tarde, fue nombrado en honor al astrónomo alemán Carl Wilhelm Wirtz (1875-1939) quien trabajó en los observatorios de Estrasburgo y Kiel. Observador incansable, conocido también por sus cálculos orbitales del cometa D/1766 G1, fue el primero, en 1924, en demostrar estadísticamente la existencia de una relación corrimiento al rojo-distancia para las nebulosas espirales.

## Características orbitales
Carlwirtz orbita a una distancia media de 1,811 ua del Sol, pudiendo acercarse hasta 1,650 ua y alejarse hasta 1,972 ua. Tiene una excentricidad de 0,089 y una inclinación orbital de 31,607 grados. Emplea 890,19 días en completar una órbita alrededor del Sol.

## Características físicas
La magnitud absoluta de Carlwirtz es 15,07 y el periodo de rotación de 2,5493 horas. En 2013 se descubrió que posee un satélite que todavía no ha recibido denominación.